# Chiesa di San Giulio (Roma)
La chiesa di San Giulio è una chiesa di Roma, nel quartiere Gianicolense, in via Francesco Maidalchini.

## Storia
La chiesa fu costruita nella seconda metà del XX secolo.
È sede della parrocchia omonima, istituita il 9 maggio 1960 con decreto del cardinale vicario Clemente Micara “Ut spirituali bono”: essa è affidata ai Canonici Regolari dell'Immacolata Concezione. Il santo titolare è il 35º papa della Chiesa cattolica. La parrocchia è stata visitata da Giovanni Paolo II il 4 febbraio 1996.
Papa Francesco ha presieduto la dedicazione della nuova chiesa il 7 aprile 2019.

## Descrizione
Particolarità dell'edificio è di trovarsi diversi metri sotto il piano di calpestio stradale: il motivo è che la chiesa in realtà è incompiuta, rimasta ferma alla sola cripta. L'interno è a pianta rettangolare; il tabernacolo, incastonato all'interno di una vetrata policroma, è affiancato da due pannelli raffiguranti le specie eucaristiche del pane (le spighe) e del vino (un grappolo d'uva). Accanto all'altare si trova il fonte battesimale.
Per il cedimento del tetto, la chiesa ha dovuto osservare un periodo di chiusura dal 2016. Mentre la parrocchia è stata provvisoriamente ospitata in una tensostruttura la chiesa è stata completamente ricostruita. I lavori sono terminati nel 2019.